# توپ طلای ۲۰۰۵
توپ طلای ۲۰۰۵ (فرانسوی: 2005 Ballon d'Or‎) ۵۰مین رویداد سالیانهٔ توپ طلا بود که از سوی مجلهٔ فرانس فوتبال به بهترین بازیکن فوتبال در سال ۲۰۰۵ اعطا گردید که در این سال، رونالدینیو برندهٔ توپ طلا شد.

## رتبه‌بندی
| ردیف  | بازیکن              | ملیت      | باشگاه                                         | مجموع | آرا بر پایهٔ جایگاه | آرا بر پایهٔ جایگاه | آرا بر پایهٔ جایگاه | آرا بر پایهٔ جایگاه | آرا بر پایهٔ جایگاه | آرا |
| ردیف  | بازیکن              | ملیت      | باشگاه                                         | مجموع | یکم                | دوم                | سوم                | چهارم              | پنجم               | آرا |
| ----- | ------------------- | --------- | ---------------------------------------------- | ----- | ------------------ | ------------------ | ------------------ | ------------------ | ------------------ | --- |
| برنده | رونالدینیو          | برزیل     | باشگاه فوتبال بارسلونا                         | ۲۲۵   | ۳۳                 | ۱۱                 | ۴                  | ۲                  | -                  | ۵۰  |
| ۲ام   | فرانک لمپارد        | انگلستان  | باشگاه فوتبال چلسی                             | ۱۴۸   | ۶                  | ۱۳                 | ۱۵                 | ۱۰                 | ۱                  | ۴۵  |
| ۳ام   | استیون جرارد        | انگلستان  | باشگاه فوتبال لیورپول                          | ۱۴۲   | ۸                  | ۱۸                 | ۷                  | ۳                  | ۳                  | ۳۹  |
|       |                     |           |                                                |       |                    |                    |                    |                    |                    |     |
| ۴ام   | تیری آنری           | فرانسه    | باشگاه فوتبال آرسنال                           | ۴۱    | ۲                  | ۱                  | ۶                  | ۳                  | ۳                  | ۱۵  |
| ۵ام   | آندری شوچنکو        | اوکراین   | باشگاه فوتبال آ.ث. میلان                       | ۳۳    | -                  | ۳                  | ۳                  | ۴                  | ۴                  | ۱۴  |
| ۶ام   | پائولو مالدینی      | ایتالیا   | باشگاه فوتبال آ.ث. میلان                       | ۲۳    | ۱                  | ۱                  | ۲                  | ۱                  | ۶                  | ۱۱  |
| ۷ام   | آدریانو             | برزیل     | باشگاه فوتبال اینتر میلان                      | ۲۲    | -                  | -                  | ۴                  | ۲                  | ۶                  | ۱۲  |
| ۸ام   | زلاتان ابراهیموویچ  | سوئد      | باشگاه فوتبال یوونتوس                          | ۲۱    | -                  | ۱                  | ۲                  | ۴                  | ۳                  | ۱۰  |
| ۹ام   | کاکا                | برزیل     | باشگاه فوتبال آ.ث. میلان                       | ۱۹    | -                  | ۲                  | ۱                  | ۴                  | -                  | ۷   |
| ۱۰ام  | ساموئل اتوئو        | کامرون    | باشگاه فوتبال بارسلونا                         | ۱۸    | -                  | ۱                  | ۲                  | ۳                  | ۲                  | ۸   |
| ۱۰ام  | جان تری             | انگلستان  | باشگاه فوتبال چلسی                             | ۱۸    | -                  | ۱                  | -                  | ۳                  | ۸                  | ۱۲  |
|       |                     |           |                                                |       |                    |                    |                    |                    |                    |     |
| ۱۲ام  | جونینیو پرنامبوکانو | برزیل     | باشگاه فوتبال المپیک لیون                      | ۱۵    | -                  | -                  | ۱                  | ۳                  | ۶                  | ۱۰  |
| ۱۳ام  | کلود ماکلله         | فرانسه    | باشگاه فوتبال چلسی                             | ۸     | ۱                  | -                  | ۱                  | -                  | -                  | ۲   |
| ۱۴ام  | خوان رومان ریکلمه   | آرژانتین  | باشگاه فوتبال ویارئال                          | ۷     | -                  | -                  | ۱                  | ۲                  | -                  | ۳   |
| ۱۴ام  | پیتر چک             | جمهوری چک | باشگاه فوتبال چلسی                             | ۷     | -                  | -                  | ۱                  | ۱                  | ۲                  | ۴   |
| ۱۴ام  | دیدیه دروگبا        | ساحل عاج  | باشگاه فوتبال چلسی                             | ۷     | -                  | -                  | ۱                  | ۱                  | ۲                  | ۴   |
| ۱۴ام  | میشائل بالاک        | آلمان     | باشگاه فوتبال بایرن مونیخ                      | ۷     | -                  | -                  | -                  | ۳                  | ۱                  | ۴   |
| ۱۸ام  | زین‌الدین زیدان      | فرانسه    | باشگاه فوتبال رئال مادرید                      | ۵     | ۱                  | -                  | -                  | -                  | -                  | ۱   |
| ۱۹ام  | جانلوئیجی بوفون     | ایتالیا   | باشگاه فوتبال یوونتوس                          | ۴     | -                  | -                  | -                  | ۱                  | ۲                  | ۳   |
| ۲۰ام  | جیمی کرگر           | انگلستان  | باشگاه فوتبال لیورپول                          | ۳     | -                  | -                  | ۱                  | -                  | -                  | ۱   |
| ۲۰ام  | کریستیانو رونالدو   | پرتغال    | باشگاه فوتبال منچستر یونایتد                   | ۳     | -                  | -                  | -                  | ۱                  | ۱                  | ۲   |
| ۲۲ام  | مایکل اسین          | غنا       | باشگاه فوتبال المپیک لیون / باشگاه فوتبال چلسی | ۲     | -                  | -                  | -                  | ۱                  | -                  | ۱   |
| ۲۳ام  | لوئیس گارسیا        | اسپانیا   | باشگاه فوتبال لیورپول                          | ۱     | -                  | -                  | -                  | -                  | ۱                  | ۱   |
| ۲۳ام  | پاول ندود           | جمهوری چک | باشگاه فوتبال یوونتوس                          | ۱     | -                  | -                  | -                  | -                  | ۱                  | ۱   |